# Monika-Margret Steger
Monika-Margret Steger (* 3. November 1969 in Zwiesel) ist eine deutsche Schauspielerin.

## Leben und Arbeit
Monika-Margret Steger wuchs in Riedlhütte im Bayerischen Wald auf. Bereits während ihrer Schulzeit am Landgraf-Leuchtenberg Gymnasium Grafenau begeisterte sie sich für Theater. Nach dem Studium der Germanistik, Philosophie und Völkerkunde in Marburg an der Lahn studierte sie von 1992 bis 1996 Schauspiel  am Mozarteum Salzburg und schloss mit dem Diplom Magistra Artium ab. 
Von 1996 bis 2000 war sie Ensemblemitglied unter Schauspieldirektor Bruno Klimek am Nationaltheater Mannheim und arbeitete unter anderem mit Barbara Frey, Johann Kresnik, Marlon Metzen und Christoph Biermeier. Seit 2001 arbeitet sie als freie Schauspielerin unter anderem am Schauspielhaus Wien, Schauspiel Frankfurt, Staatstheater Karlsruhe,  an der Münchener Schauburg und am Stadttheater Heidelberg.
Seit 1997 engagiert sie sich bei dem deutsch-russischen Austauschprogramm QUATTROLOGE und spielte unter anderem in Sotschi und Moskau. Von 2004 bis 2010 war sie im Vorstand des soziokulturellen Projekts "Kunstladen e.V. Neckarstadt". Seit dieser Zeit schreibt sie eigene Theaterstücke und unterrichtet an Schulen, Hochschulen und im Rahmen anderer öffentlicher Bildungsträger. Sie ist Mitglied der freien Theaterformation Neues EnsemblE (NEE), inszeniert und spielt am Zimmertheater Speyer und ist seit 2012 in Theater- und Filmproduktionen des COMMUNITYartCENTERmannheim zu sehen.
Steger lebt seit 1996 in Mannheim.

## Rollen (Auswahl)
- 2021 "Padrubel" in 'Rodrigo Raubein und Knirps, sein Knappe'  Regie: Natascha Kalmbach
- 2020 "Joana" in 'Die Wunderübung' von Daniel Glattauer  Regie: Uwe von Grumbkow
- 2020 Labor: Arbeit 4.0 – eine an/ausstellung  Regie: Annette Dorothea Weber, Ensemblearbeit
- 2019 "Ahmed" und "Fenda" in Ahmed. Philosoph von Alain Badiou  Regie: Rainer Escher
- 2019 "SIE" in 'Gift'. Eine Ehegeschichte von Lot Vekemans  Regie: Timo Effler
- 2018 "Mutter" in 'Justizmord des Jakob Mohr' von Eva Kótatková  Regie: Eva Kótatková
- 2017 "RECHTS: ex und pop" – oder: "EINE PROKLAMATION FÜR DIE DEMOKRATIE"  Regie: Annette Dorothea Weber
- 2017 "Mutter" in 'Märtyrer' von Marius v. Mayenburg  Regie: Daniel Pfluger
- 2016 "Person" in 'Wovon wir träumten' von Julie Otsuka  Regie: Rainer Escher
- 2014 "Else" und "Dorsday" in 'Als ich Else' war nach Arthur Schnitzler  Regie: Mathias Wendel
- 2013 "Beatrice" in 'Zwei Frauen und eine Leiche' von Patricia Melo  Regie: Mate Irrniss
- 2012 "Grete und Gräfin" in 'Mariken' von Peter van Gestel  Theaterfassung von Berthe Spoelstra und Inèz Derksen  Regie: Inèz Derksen
- 2011 "Königin" und "Magd" in 'Der Teufel mit den drei goldenen Haaren' von F. K. Waechter  Regie: Marcelo Diaz
- 2010 "La Pazzia Senile e La Saviezza Giovenile" von Adriano Banchieri  Regie: Annette Dorothea Weber
- 2009 Elisabeth Tudor - Homo Ludens - eine Rehabilitation ?!  Text: Schiller / Weber / Steger, Regie: Annette Dorothea Weber
- 2009 "Papageno" in 'Die Zauberflöte' für Kinder ab 5 Jahren mit dem pocket orchestra freiburg  Inszenierung: Kathrin und Georg Lustig
- 2006 "Frau Kunz" in 'GEDEUTSCHT UND EINGETÜRKT'  Text: Volker Heymann | Regie: Jürg Hummel
- 2002 "Lagerkommandantin Irmtraut" in 'Nachtmahl' (UA) | Regie / Text: Eva Diamantstein
- 2002 'Vaginamonologe' von Eve Ensler | Regie: Flavia Montello
- 2001 Medea – Theaterperformance mit einer Schauspielerin und einer Performerin, Regie: Elke Schmidt